# Szentbékkálla
Szentbékkálla è un comune dell'Ungheria di 238 abitanti (dati 2001). È situato nella contea di Veszprém.